# NGC 5761
NGC 5761 (również PGC 52916) – galaktyka soczewkowata (S0), znajdująca się w gwiazdozbiorze Wagi. Odkrył ją w 1886 roku Francis Leavenworth.